# Challenger de Vancouver 2013
El Odlum Brown Vancouver Open 2013 fue un torneo de tenis profesional que se jugó en pistas duras. Se trató de la 9.a edición del torneo que forma parte del ATP Challenger Tour 2013. Tuvo lugar en Vancouver, Canadá, entre el 29 de agosto y el 4 de agosto de 2013.

## Jugadores participantes del cuadro de individuales

### Cabezas de serie
| País                      | Jugador          | Rank1 | Favorito |         |
| Bandera de Rusia          | Yevgueni Donskoi | 77    | 1        |         |
| ------------------------- | ---------------- | ----- | -------- | ------- |
| Bandera de Canadá         | Vasek Pospisil   | 89    | 2        | Campeón |
| Bandera de Alemania       | Benjamin Becker  | 102   | 3        |         |
| Bandera de Estados Unidos | Wayne Odesnik    | 111   | 4        |         |
| Bandera de Estados Unidos | Bobby Reynolds   | 138   | 5        |         |
| Bandera de China Taipéi   | Jimmy Wang       | 143   | 6        |         |
| Bandera de Alemania       | Mischa Zverev    | 144   | 7        |         |
| Bandera de Bélgica        | Olivier Rochus   | 148   | 8        |         |

- 1 Se ha tomado en cuenta el ranking del día 22 de julio de 2013.

### Otros participantes
Los siguientes jugadores recibieron una invitación (wild card), por lo tanto, ingresan directamente al cuadro principal:
- Philip Bester
- Frank Dancevic
- Austin Krajicek
- Tennys Sandgren

Los siguientes jugadores ingresan al cuadro principal tras disputar el cuadro clasificatorio:
- John-Patrick Smith
- Benjamin Mitchell
- James McGee
- Nicolás Meister

## Jugadores participantes en el cuadro de dobles

### Cabezas de serie
| País                      | Jugador         | País                 | Jugador            | Rank1 | Favorito |           |
| Bandera de la India       | Purav Raja      | Bandera de la India  | Divij Sharan       | 152   | 1        |           |
| Bandera de Australia      | Jordan Kerr     | Bandera de Australia | John-Patrick Smith | 206   | 2        |           |
| Bandera de Estados Unidos | James Cerretani | Bandera de Canadá    | Adil Shamasdin     | 218   | 3        |           |
| ------------------------- | --------------- | -------------------- | ------------------ | ----- | -------- | --------- |
| Bandera de Israel         | Jonathan Erlich | Bandera de Israel    | Andy Ram           | 245   | 4        | Campeones |

- 1 Se ha tomado en cuenta el ranking del día 22 de julio de 2013.

## Campeones

### Individual Masculino
- Vasek Pospisil derrotó en la final a  Daniel Evans por 6-0, 1-6, 7-5.

### Dobles Masculino
- Jonathan Erlich /  Andy Ram derrotaron en la final a  James Cerretani /  Adil Shamasdin por 6–1, 6–4.